# Kamchiq-Tunnel
Der Kamchiq-Tunnel ist ein 19,2 km langer, einspuriger Eisenbahntunnel im Zuge der Bahnstrecke Angren–Pop in Usbekistan, der 2016 eröffnet wurde. Er gilt als längster Eisenbahntunnel im 1520-mm-Breitspurnetz Eurasiens.

## Geografische Gegebenheiten
Vor dem Bau des Tunnels war das Ferghanatal von den anderen Regionen Usbekistans aus nur über eine Gebirgsstraße und den 2267 m hohen Kamchiq-Pass oder über tadschikisches Gebiet zu erreichen, was nach der Unabhängigkeit Usbekistans im Jahre 1991 zum Problem wurde. Es wurde deshalb der Bau der Bahnstrecke Angren–Pop beschlossen, um eine direkte wintersichere Verbindung zu schaffen.

## Bau
Der Bau des Tunnels wurde im September 2013 für 455 Millionen US-Dollar an die China Railway Tunnel Group (CRTG) vergeben, die Unteraufträge an mehrere usbekische Bauunternehmen vergab. Für den Eisenbahntunnel und den Notfalltunnel mussten insgesamt 47 km Strecke ausgebrochen werden, was in nur 900 Tagen (weniger als zweieinhalb Jahren) bewerkstelligt wurde.
Eine Herausforderung beim Bau waren die schwierigen geologischen Verhältnisse im Quramagebirge mit sieben Störzonen im Verlauf des Tunnels. Der Sprengvortrieb löste immer wieder Gebirgsschläge aus, die Maschinen und Arbeiter gefährdeten. Beim größten der über 3000 gezählten Gebirgsschläge lösten sich beinahe 2000 m³ Gestein. Bei den Vorfällen wurde niemand verletzt.
Weiter bereiteten die Wetterverhältnisse auf der Baustelle Probleme. Es wurden Temperaturen bis −40 °C gemessen. Im Januar 2014 herrschte zwei Wochen lang außergewöhnlich starker Schneefall, sodass Lawinen die Zufahrtsstraße zur Baustelle acht Meter tief verschütteten und diese von der Außenwelt abschnitten. Die Bauarbeiter arbeiteten ununterbrochen drei Tage und Nächte lang, um die Schneemassen wegzuräumen.
Der Tunnel war im Februar 2016 im Rohbau fertiggestellt. Nach dem Einbau der Bahntechnik fanden erste Probefahrten im April statt.

## Eröffnung
Am 22. Juni 2016 wurde die Strecke Angren–Pop zusammen mit dem Tunnel im Beisein von Islom Karimov, dem Staatspräsidenten von Usbekistan, und von Xi Jinping, dem chinesischen Staatspräsidenten, eröffnet.